# Лоухивуори, Матти
Ма́тти-Ла́ури Ло́ухивуори (фин. Matti-Lauri Louhivuori, 14 сентября 1928, Хейнола, Финляндия — 31 августа 1977, Хельсинки, Финляндия) — финский певец, получивший популярность в начале 1950-х годов. Его наиболее известные песни — «Me tulemme taas», «Muhoksen mimmi» и «Minä soitan sulle illalla», прозвучавшие также в одноимённых кинофильмах. Кроме того, известны и его записи с вокальным ансамблем Metro-tytöt (на одной из участниц которого он женился), в том числе «Mummon kaappikello», «Vanhan myllyn taru», «Virta toi — virta vei» и др. Также Лоухивуори первым исполнил песни «Reppu ja reissumies», «Kulkurin iltatähti» и «Neljän tuulen tiellä», позже ставшие известными в исполнении Тапио Раутаваара. В 1960-е годы записал ряд песен с ансамблем Humppa-Veikot (в том числе «Elomme Päivät», записанный на музыку марша российского композитора Л. Чернецкого «Дни нашей жизни»).
Умер 31 августа 1977 года в возрасте 48 лет от обширного кровоизлияния в мозг. Его продюсер предполагал, что это могло быть связано с чрезмерным употреблением алкоголя.

## Биография
Матти Лоухивуори родился в небольшом городе Хейнола, в 39 км от города Лахти в Финляндии.
Первым музыкальным инструментом, на котором играл Матти, была скрипка и, хотя, он не выучил ноты, зато прекрасно играл на слух. Позже, Матти научился играть на гитаре, его учителем был Ингмар Энглунд. В семье не считали профессию музыканта серьёзной, поэтому Матти пришлось освоить профессию водителя.
В начале своей карьеры, Матти Лоухивуори выступал солистом в нескольких, никому не известных, группах. На одном из концертов, Рейно Хелисмаа обратил внимание на характер исполнения песни и, записав её, отправил продюсеру Тойво Кярки, который оценил выступление и стал сотрудничать с Матти, пригласив его в свою группу и предложив выступать как записывающий артист компании Фацер (Fazer). С 1951 года сохранились студийные записи. Также Матти много выступал как солист и даже играл на бас-гитаре. С 1960-х его творчество не пользовалось популярностью из-за устаревшего репертуара. "Его стиль отражал время, которое уже безнадёжно устарело" - писал о нём Калерво Кярки, сын Тойво Кярки, в своих воспоминаниях. Последние записи были сделаны в 1975 году. Всего насчитывается 181 запись.

## Личная жизнь
Матти Лоухивуори женился в 1952 году на вокалистке группы "Девушки метро" (Metro-tytöt ) Хертте Вякевайнен (в замужестве Хертта Лоухивуори (1916-2010)) и свадьбу отметили прямо на совместном концерте в Лапландии.

## Фильмография
- Вверх ногами (1961)
- В колодце деревни Канккула (1960)
- Большой парад мелодий (1959)
- Я играю тебе вечером (1954)
- Ответ (1952)